# Roccaforte Mondovì
Roccaforte Mondovì est une ville du  Nord-Ouest de l'Italie situé dans la province de Coni dans la région du Piémont. Ses habitants s'appellent les Roccafortesi.

## Histoire
L'origine de Roccaforte est très ancienne (sûrement antérieure au Xe siècle). On en fait mention dans un acte de 1014 par lequel l’empereur Henri II le Saint la cédait à l’Abbazia di S. Benigno di Fruttuaria. Plus tard, Roccaforte passait aux seigneurs de Morozzo et donc à la ville de Mondovì.
La paroisse actuelle de S. Maurizio a été construite au XVIe siècle près des portes du Ricetto qui, peut-être parce qu’elle était entourée de murailles imposantes, était une place forte (de là, dérive d’une façon presque certaine le nom du village)
En 1794, les troupes de Napoléon sont arrivés dans la Haute vallée, prêt à lancer une attaque sur Monregalese et avec l'arrivée de Napoléon à Mondovi en 1798, le comte Lorenzo Clerico, a été nommé Garde nationale républicain de l'Empereur. Après la restauration, Roccaforte repasse sous le contrôle de la Savoie.

## Géographie

### Localisation
|  | Villanova Mondovì  |                 |
|  | Roccaforte Mondovì |                 |
|  |                    | Frabosa Sottana |

## Culture locale et patrimoine

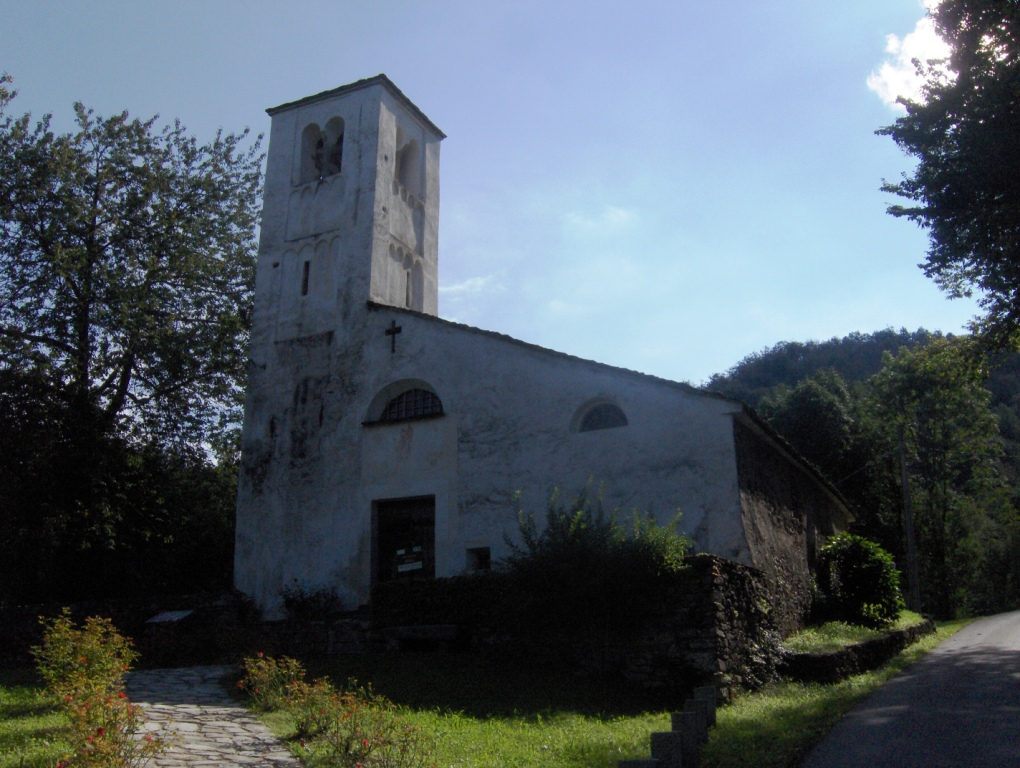
L'Église Saint-Maurice.

Roccaforte Mondovì compte quelques lieux culturels: l'Église Saint-Maurice, SS. Nome di Maria, le Sanctuaire de Santa Anna et la Ferme des Frères.

## Administration
| Période                                  | Période          | Identité            | Étiquette             | Qualité |
| ---------------------------------------- | ---------------- | ------------------- | --------------------- | ------- |
| 4 juin 1982                              | 1er juin 1990    | Raffaele Bruno      | Démocratie chrétienne |         |
| 1er juin 1990                            | 6 décembre 1990  | Verardo Balbo       | Parti libéral italien |         |
| 6 décembre 1990                          | 29 avril 1994    | Bruno Barisione     | Parti libéral italien |         |
| 4 mai 1994                               | 21 novembre 1994 | Francesco D'Angelo  | -                     |         |
| 21 novembre 1994                         | 30 novembre 1998 | Antonio Marenco     | Lista Civica          |         |
| 30 novembre 1998                         | 13 juin 2001     | Giovanni Martini    | -                     |         |
| 14 mai 2001                              | 30 mai 2006      | Francesco Salvadori | -                     |         |
| 30 mai 2006                              | 16 mai 2011      | Renato Occelli      | Lista Civica          |         |
| 16 mai 2011                              | 6 juin 2016      | Riccardo Somà       | Lista Civica          |         |
| 6 juin 2016                              | en cours         | Paolo Bongiovanni   | Lista Civica          |         |
| Les données manquantes sont à compléter. |                  |                     |                       |         |

### Hameaux
Baracco, Dho, Rastello, Lurisia, Prea, Annunziata, Bertini, Norea

### Communes limitrophes
Briga Alta, Chiusa di Pesio, Frabosa Sottana, Magliano Alpi, Ormea, Pianfei, Villanova Mondovì

### Jumelage
- Puget-Ville (France)